# Spelmansförbund i Sverige
Det finns 25 spelmansförbund i Sverige. De är organiserade länsvis och lyder under riksorganisationen Sveriges Spelmäns Riksförbund.
Varje länsförbund vurmar för den lokala folkiga musikens och dansens särart, anordnar evenemang och härbärgerar otaliga spelmanslag. 
| Spelmansförbund                | Antal medlemmar (ca) | Bildat år |
| ------------------------------ | -------------------- | --------- |
| Blekinge spelmansförbund       |                      |           |
| Bohusläns spelmansförbund      |                      | 1932      |
| Dalarnas spelmansförbund       | 1500                 | 1943      |
| Dalslands spelmansförbund      |                      | 1933      |
|                                |                      |           |
| Gästriklands spelmansförbund   |                      | 1943      |
| Hallands spelmansförbund       |                      | 1931      |
| Jämtland/Härjedalen            |                      | 1948      |
| Hälsinglands spelmansförbund   |                      | 1928      |
| Medelpads folkmusikförbund     |                      |           |
| Norrbottens spelmansförbund    |                      |           |
| Skånes spelmansförbund         | 680                  | 1936      |
| Smålands spelmansförbund       | 300                  | 1948      |
| Stockholms spelmansgille       |                      | 1944      |
| Södermanlands spelmansförbund  |                      | 1925      |
| Uplands spelmansförbund        |                      | 1945      |
| Värmlands spelmansförbund      |                      | 1929      |
| Västerbottens spelmansförbund  |                      | 1947      |
| Västergötlands Spelmansförbund | 569                  | 1948      |
| Västmanlands spelmansförbund   |                      | 1950      |
| Ångermanlands spelmansförbund  | 125                  | 1952      |
| Örebro läns folkmusikförbund   | 200                  | 1928      |
| Östergötlands spelmansförbund  | 200                  | 1927      |